# Hemerocampa inornata
Hemerocampa inornata är en fjärilsart som beskrevs av Beut. 1890. Hemerocampa inornata ingår i släktet Hemerocampa och familjen tofsspinnare. Inga underarter finns listade i Catalogue of Life.